# 1,900トン型哨戒艦
1,900トン型哨戒艦（1,900トンがたしょうかいかん）は、海上自衛隊の計画している哨戒艦の艦級。ジャパン マリンユナイテッドが主契約者、三菱重工業が下請負者として選定され、令和5年（2023年）度予算より建造が開始される。建造単価は約90億円とされる。

## 来歴
自衛隊は、平素から広域の常続監視を行う役割を持つ。日本本土防空の一環としての監視は航空自衛隊のレーダーサイトによって常時継続的に行われているのに対し、洋上における警戒監視は、装備と人的資源の制約から時間と空間の双方にギャップが生じており、特定の海域には艦艇や対潜哨戒機が常時展開する以外は、哨戒機が毎日1回見るか、兆候を得た場合に展開するに留まっている。
洋上において、一般的な警備・救難活動については海上保安庁の担当となるが、特に領海と排他的経済水域を航行する外国軍艦の監視は海上自衛隊が担当する必要がある。この任務に従事する艦艇としてはあぶくま型護衛艦やはやぶさ型ミサイル艇が用いられてきたが、中国人民解放軍海軍やロシア海軍の活動が活発化するのに伴い、これらの艦艇だけでは手が足りず、掃海艇や訓練支援艦、補給艦など、本来この種の任務に適しているとはいえない艦艇まで投入せざるを得なくなっていた。
この問題に対し、2018年12月18日に発表された防衛計画の大綱（30大綱）および中期防衛力整備計画（31中期防）において、警戒監視に特化した艦艇としての哨戒艦を整備することで、日本周辺海域の警戒監視を強化することが決定された。

## 設計
計画当初は排水量1,000トン程度とされていたが、これでは日本周辺海域の常続監視には船型過小と判断されたようで、基準排水量1,900トンとなった。大きさのほかヘリコプター甲板も備えている点などから、海上保安庁ではくにがみ型巡視船（1,000トン型PL）やひだ型巡視船（2,000トン型PL）、海外ではイギリス海軍のリバー型哨戒艦バッチ2に近い性格となっている。
設計にあたってはステルス性も配慮されているが、もがみ型護衛艦ほどのレベルではない。船体には鋭いナックルが付され、また艦首甲板の周囲にはブルワークが設けられている。艦橋構造物は一体になり、かなりの大きさを占める。水線下の形状としては巡視船と同様の角型船型を採用、外洋にて低速での常続監視を行うことを考慮して減揺水槽も設置される。艦首はバルバス・バウとされているほか、バウスラスターも設置されており、タグボートの助けを借りず独力で出入港を行えるようになっている。
また日本の少子化・高齢化に伴う人口減少社会の到来とともに募集難が続いていることもあって、本型では省人化も重視されている。自動で岸壁に離着岸することを可能にする「自動離着桟機能」や、火災時の消火活動を遠隔で実施することが可能な「統合監視制御装置」といったシステムの導入によって乗員数の削減に務めるとともに、複数クルー制の導入によって可動率を向上させるなどの措置も図られる予定となっている。
低速航行が重視されたこともあって、機関はCODLAD方式とされており、巡航時にはディーゼル・エレクトリック方式による電気推進、高速時にはこれにディーゼルエンジンによる機械駆動を併用する方式となる。速力は20ノット（約37km/h）以上とされる。

## 装備
上記の通り、役割を警戒監視に特化して省人化を重視したこともあって、戦闘に使う砲などは最小限に絞り込まれ、兵装は艦首側に30ミリ口径の機関砲を1門備えるのみとなっている。ただし防衛省はコンテナ型に収納された対艦ミサイル発射装置、「コンテナ式SSM」の開発を公募しており、この対艦ミサイルは哨戒艦にも搭載が可能であるという。電子機器も比較的簡素であり、民間の大型船舶と同様の航海用レーダー2基に加えて、電子光学センサーや電波方位探知装置、衛星通信装置も搭載される一方で、電波情報収集用の電波探知装置などは装備されないものと見られている。
一方、艦尾甲板はヘリコプターの発着に対応した「多目的甲板」、その直前の艦橋構造物後部は「多目的格納庫」とされ、格納庫の上方には「多目的クレーン」も設置される。また艦尾部には無人潜水機（UUV）や無人水上艇（USV）のような機材の運用を想定したと見られる艦尾揚収装置も設けられており、様々な洋上作業に対応可能となっている。

## 同型艦
上記の通り、本型は旧30大綱に基づいて12隻の整備が計画されており、建造予算としてはまず令和5年（2023年）度予算に4隻分が盛り込まれた。このように要求初年度の建造数が多かったこともあって翌令和6年（2024年）度予算には盛り込まれなかったものの、令和9年（2027年）度までの防衛力整備計画の5か年で10隻を整備予定という方針は確定していることから、以後は7-9年度で各2隻を盛り込んでいき、次期計画となる令和10年（2028年）度で最終の2隻を要求して、整備を完了するものと見られている。運用部隊としては、2隻編成で6個部隊が新たに編成され、地方隊に配備されるものと見られている。
2024年5月の海上自衛隊訓令の改正により、哨戒艦には「OPV」の記号が付与されることになった。命名規則はミサイル艇（PG）と共通で、鳥の名、木の名、草の名、種別に番号を付したものとされる。
令和5年度計画で建造される4隻は同時に起工、1番艦は6月より順次ブロックをドックにて搭載し、1・2番艦を同時に進水、続いて3・4番艦も同時に進水し、最終的に4隻が同時に就役する計画である。

### 一覧表
| 艦番号  | 艦名                            | 建造                                            | 起工                       | 進水                        | 竣工                       | 所属 |
| ------- | ------------------------------- | ----------------------------------------------- | -------------------------- | --------------------------- | -------------------------- | ---- |
| OPV-901 | 令和5年度計画 701号艦 （05OPV） | ジャパン マリンユナイテッド 横浜事業所 磯子工場 | 2025年 （令和7年） 2月14日 | 2025年 （令和7年） 11月予定 | 2027年 （令和9年） 3月予定 |      |
| OPV-902 | 令和5年度計画 702号艦 （05OPV） | ジャパン マリンユナイテッド 横浜事業所 磯子工場 | 2025年 （令和7年） 2月14日 | 2025年 （令和7年） 11月予定 | 2027年 （令和9年） 3月予定 |      |
| OPV-903 | 令和5年度計画 703号艦 （05OPV） | ジャパン マリンユナイテッド 横浜事業所 磯子工場 | 2025年 （令和7年） 2月14日 | 2026年 （令和8年） 3月予定  | 2027年 （令和9年） 3月予定 |      |
| OPV-904 | 令和5年度計画 704号艦 （05OPV） | ジャパン マリンユナイテッド 横浜事業所 磯子工場 | 2025年 （令和7年） 2月14日 | 2026年 （令和8年） 3月予定  | 2027年 （令和9年） 3月予定 |      |